# Toui à lunettes
Forpus conspicillatus
Espèce
Statut de conservation UICN

 LC  : Préoccupation mineure
Statut CITES
Le Toui à lunettes (Forpus conspicillatus) est une espèce d'oiseaux appartenant à la famille des Psittacidae.

## Description
Cet oiseau mesure environ 12 cm.
Son plumage présente une dominante verte. Les épaules, les rémiges et le croupion sont bleus. Les iris sont bruns, le bec et les pattes gris.
Le mâle arbore des cercles oculaires bleus d'où le nom spécifique tandis que ceux-ci sont vert émeraude chez la femelle.

## Répartition et sous-espèces
Cet oiseau est représenté par trois sous-espèces :
- F. p. conspicillatus (Lafresnaye, 1848) — de l'est du Panama au nord de la Colombie ;
- F. p. metae Borrero & Hernández-Camacho, 1961 — de la Colombie à l'ouest du Venezuela ;
- F. p. caucae (Chapman, 1915) — sud-ouest de la Colombie.

## Habitat
Cette espèce fréquente les forêts tropicales ouvertes jusqu'à 1 600 m d'altitude mais s'alimente parfois dans les savanes.

## Alimentation
Cet oiseau consomme des graines de plantes herbacées mais aussi des fleurs, des bourgeons, des baies et divers fruits.

## Comportement
Cet oiseau vit en groupes importants mais les couples s'isolent pendant la saison de reproduction.